# جاتجام
جاتجام (من الفارسية: چاتگام) أو سَدْكَاوان كما سماه ابن بطوطة (بالبنغالية: চট্টগ্রাম؛ بالأردية: چٹاگانگ، چٹگاؤں، چاٹگام)، هو أكبر ميناء في بنغلاديش، وثاني أكبر مدينة بها. تقع في شرق البلاد، قرب الحدود مع ميانمار والهند وهي من المدن التي زارها الرحّالة المسلم ابن بطوطة ضمن رحلاته حول العالم.
تُعتبر جاتجام المدينة الثانية بعد العاصمة دكا من حيث عدد السكان والمساحة، ولها ثقل تجاري كبير في بنغلاديش كونها تضمّ أكبر ميناء في البلد، بالإضافة إلى واجهتها البحرية التي تعدّ من الواجهات السياحية الجذّابة.
تقع المدينة في شرق البلاد، قرب الحدود مع ميانمار والهند - 22°22 درجة شمالاً، 48°91 درجة شرقاً، وتبلغ مساحتها 157 كم²، ويسكنها 4.5 مليون نسمة.

## الاسم

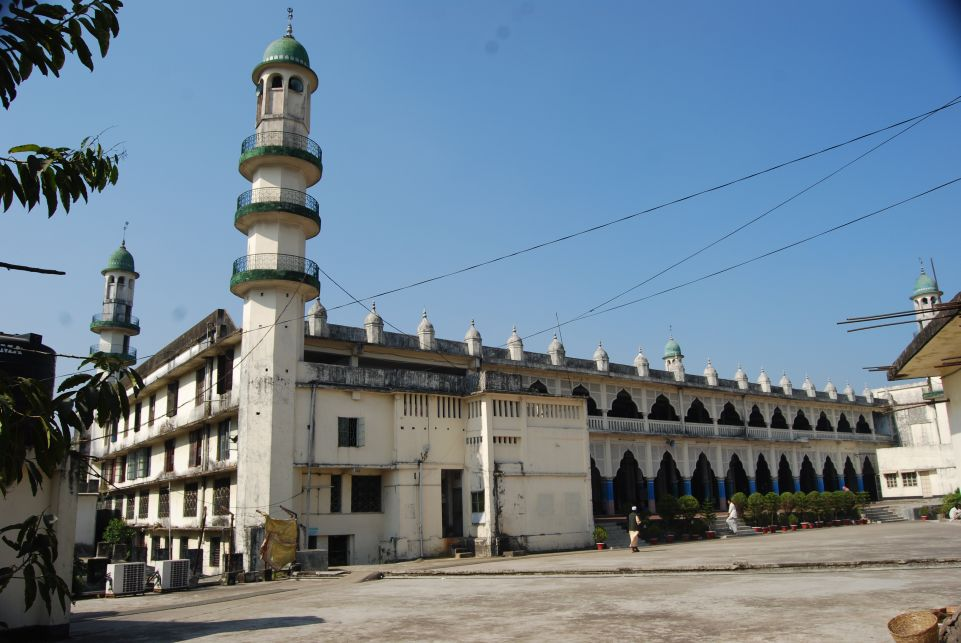
مسجد بالمدينة

تعني باللغة البنغالية «القرى السبع».[بحاجة لمصدر]

## النقل والمواصلات

### النقل الجوي
- مطار شاه أمانات الدولي.

## توأمة
لجاتجام اتفاقيات توأمة مع كل من:
- جدة
- فيينتيان

## أعلام
- تميم إقبال
- مأمون الإسلام
- جمال نصر الإسلام
- أنوبام سين
- سيد ولي الله
- ضياء الرحمن
- محمد يونس